# Mieke Telkamp
Mieke Telkamp, née  Maria Berendina Johanna Telgenkamp le 14 juin 1934 à Oldenzaal et morte le 20 octobre 2016 à Zeist, est une chanteuse néerlandaise, surtout connue pour la chanson Waarheen, waarvoor, la version néerlandaise de Amazing Grace.

## Biographie

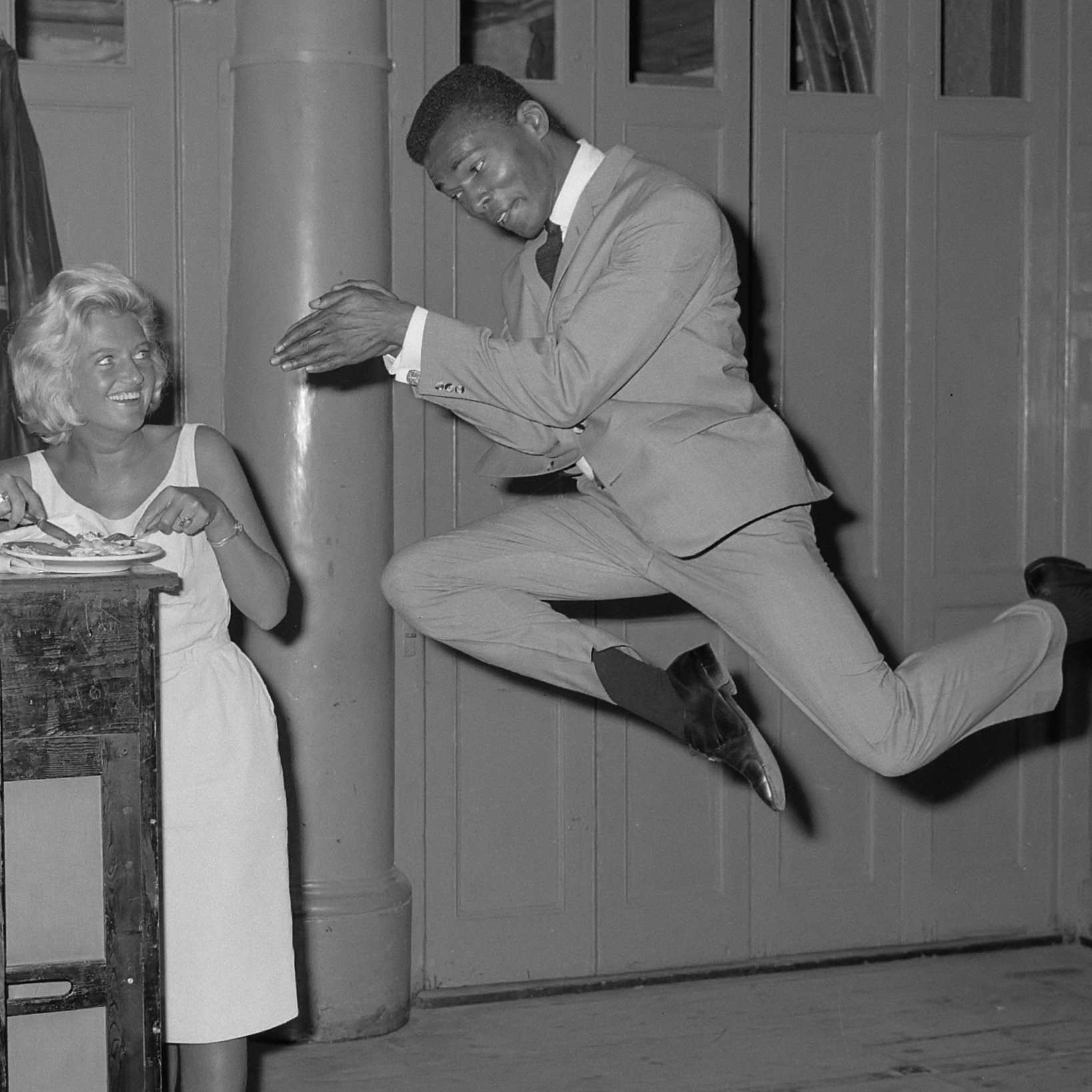
Donald Jones et Mieke Telkamp dans la revue Snip et Snap en 1964.

En 1962, elle a représenté les Pays-Bas à la Coupe d'Europe du tour de chant.